# Вишнёвка (Гурьевский район)
Не следует путать c исчезнувшим населённым пунктом в соседнем Гусевском городском округе
Вишнёвка (до 1946 г. — Блёстау, (нем. Blöstau)) — посёлок, расположенный на правом берегу Большой Морянки, на северо-востоке Гурьевского городского округа Калининградской области. До 2014 года входил в состав Добринского сельского поселения.

## География
Расположен в 18 км к северо-востоку от Калининграда. Ближайшие населённые пункты — Константиновка (примыкает с юга) и Космодемьянское (примыкает с севера).

## История
Деревня Блёстау была основана в 1363 году.
После Второй мировой войны по решению Потсдамской конференции Блёстау отошёл СССР.
В 1946 году получил русское название Вишнёвка.

## Население
| 2002 | 2010 |
| ---- | ---- |
| 44   | ↗57  |